# L3COS
L3COS（Level 3 Consensus Opreating System），也被称为三级共识操作系统，是世界上第一个基于区块链技术构建的操作系统，允许金融机构以可验证和合法的方式监管数字经济。它有能力维护主权和个别当局的自治权，同时受到监管和法律合规。L3COS已将系统构建为完全可审计的，透明的，并且每笔交易都是可追溯且不可变的。它具有独特的三层共识系统，可促进受监管的数字化活动。它已被媒体报导，以将区块链技术的好处带给更广泛的经济。
主权机构对所有数字化活动进行操作系统管理。该框架为政府和企业提供了基础架构，以为未来的数字经济构建完全受监管的。该系统还允许金融机构通过遵守私人和公共机构并保持透明度，以合法的方式对经济进行数字跟踪。它对交易进行身份验证并记录下来，以保持个人自治。祖拉布·阿什維爾於2013年創立了L3COS，以創建一個獨特，安全，快速，可驗證，受監管和透明的基於區塊鏈的操作系統。

## 歷史
L3COS由串行技術企業家祖拉布·阿什維爾（Zurab Ashvil）於2013年創立。祖拉布·阿什維爾具有技術背景，並且是基於雲的分發系統的擁護者。他在軟銀工作了十多年。自成立以來，他一直與全球1,200多個開發人員合作，創建了世界上第一個完全受監管的區塊鏈共識操作系統。
它被稱為是第一個受監管的區塊鏈技術，具有跟踪和防止欺詐，洗錢和黑市活動的措施。
L3COS監管的區塊鏈為更廣泛的經濟，企業和個人提供了區塊鏈的好處，並且經過測試可以有效地滿足公司和全球大多數中央銀行的要求。

## 外部鏈接
- 官方網站（页面存档备份，存于）
- 前軟銀高管啟動L3COS項目以將區塊鏈商業化 （页面存档备份，存于）
- 達沃斯2020年遭黑客入侵：技術和創新占主導地位 （页面存档备份，存于）